# Beloniscus quinquespinosus
Beloniscus quinquespinosus is een hooiwagen uit de familie Beloniscidae. De wetenschappelijke naam van Beloniscus quinquespinosus gaat terug op Thorell.